# Сьєрра-Мадре-де-Чіапас
Сьєрра-Мадре-де-Чіапас (ісп. Sierra Madre de Chiapas) - гірський хребет, розташований в південномексиканському штаті Чіапас, а також на заході Гватемали. Хребет витягнутий вздовж берега від Теуантепекського перешийка на південний схід, його довжина становить близько 350 км, найвища точка - 4220 м над рівнем моря. Складний в основному вулканічними породами. Район сейсмічно активний і в ньому часто відбуваються землетруси. 
На південь від хребта лежить вузька рівнина узбережжя Тихого океану. З півночі знаходяться долина річки Гріхальва і центральна долина Чіапас, що відокремлюють хребет від плато Чіапас і високогір'я Гватемали й Гондурасу. Із заходу від хребта розташований перешийок  Теуантепек. На схід від Гватемали хребет формує природний кордон між Ель-Сальвадором і Гондурасом.